# Karl-Marx-Strasse
Karl-Marx-Strasse (Karl-Marx-Straße) är en huvudgata i stadsdelen Neukölln i Berlin. Gatan, som fick sitt nuvarande namn 1947, är uppkallad efter Karl Marx. Innan dess hette den ena delen av gatan Berliner Strasse (1874–1947) och den andra delen Bergstrasse (1877–1947).
Karl-Marx-Strasse utvecklades efter andra världskriget till en stor affärsgata och har fortfarande många butiker och köpcentrum, till exempel Neukölln Arcaden. Gatan har de senaste decennierna[när?] genomgått en förändring och många butiker har lagts ner. Bland annat lades Hertie-varuhuset ner 2005. På gatan återfinns även byggnader för offentliga institutioner, som Rathaus Neukölln och Amtsgericht Neukölln.